# Велика Скельовата
Велика Скельовата — річка в Україні, у Шахтарському районі Донецької області. Ліва притока Кринки (басейн Азовського моря).

## Опис
Довжина річки 13 км, нахил річки 7,9 м/км, найкоротша відстань між витоком і гирлом — 10,43 км, коефіцієнт звивистості річки — 1,25. Площа басейну водозбору 49,6 км².

## Розташування
Бере початок у селищі Садове. Тече переважно на південний захід через Зачатівку і у селищі Шахтне впадає в річку Кринку, праву притоку Міусу.
Населені пункти вздовж берегової смуги: Цупки, Півче.
Біля витоку річки пролягає автошлях Н21.